# 格里格斯縣 (北達科他州)
格里格斯县（英語：Griggs County）是位於美國北達科他州東部的一個縣。面積1,675平方公里。根據美國2000年人口普查，共有人口3,759人。縣治庫珀斯敦（Cooperstown）。
成立於1881年2月18日，縣政府成立於1882年6月16日。縣名紀念大福克斯的建立者之一、制憲會議成員之一亞歷山大·格里格斯。